# Wilhelm Schmalz
Wilhelm Schmalz (Reußen, 1º marzo 1901 – Braunfels, 14 marzo 1983) è stato un generale tedesco.
Impegnato dapprima sul fronte orientale, fu, dal 1943, a capo della Fallschirm-Panzer-Division 1 "Hermann Göring", durante la campagna d'Italia.

## Biografia
Ufficiale capace ed energico, dimostrò abilità di comando e determinazione soprattutto durante la campagna in Sicilia dell'estate 1943; alla guida di un raggruppamento tattico della Panzer-Division "Hermann Göring", rafforzato da reparti di paracadutisti, il cosiddetto Kampfgruppe Schmalz o "gruppo Schmalz", contrastò tenacemente l'avanzata dell'esercito britannico del generale Bernard Montgomery nella piana di Catania, guadagnando tempo e infliggendo sensibili perdite al nemico.
In seguito, durante la campagna d'Italia, si rese protagonista dei tragici fatti noti come eccidio di Civitella, durante i quali, nel borgo toscano di Civitella in Val di Chiana, le truppe naziste trucidarono 244 civili.
Fu catturato nel maggio 1945 dalle truppe statunitensi e consegnato alle autorità italiane. Chiamato a rispondere del reato di concorso in violenza con omicidio continuato contro privati cittadini italiani, in relazione anche ad altri eccidi (tra cui la strage di Stia e Vallucciole), fu assolto dal Tribunale militare territoriale di Roma, con sentenza del 12 luglio 1950.